# Saqqaq
Saqqaq ("Solsidan"; tidigare stavat Sarqaq) är en grönländsk bygd cirka 100 kilometer norr om Ilulissat på sydsidan av Nuussuaq-halvön. Bygden ingår i Qaasuitsup Kommun  och hade år 2011 cirka 173 invånare. De viktigaste näringarna är fiske (främst mindre hälleflundra) och turism.  
Arkeologiska utgrävningar har visat spår efter Saqqaq-kulturen, uppkallad efter bygden Saqqaq. Den fanns från omkring 2500 f.Kr. till 800 f.Kr. främst i södra Grönland.